# Yusuf Songoka
Yusuf Songoka (* 5. Februar 1979) ist ein kenianischer Langstreckenläufer, der sich auf Straßenläufe spezialisiert hat.

## Leben
2002 gewann er den CPC Loop Den Haag. Im Jahr darauf wurde er ebendort Zweiter und Sechster bei den Halbmarathon-Weltmeisterschaften in Vilamoura, bei der er mit der kenianischen Mannschaft Silber gewann.
2005 wechselte er auf die Volldistanz und wurde Achter beim Rotterdam-Marathon und Sechster beim Las-Vegas-Marathon. 2006 folgten jeweils vierter Plätze beim Xiamen-Marathon und beim Eindhoven-Marathon, 2007 ein zweiter Platz beim Turin-Marathon und ein fünfter beim Gyeongju International Marathon.
2008 wurde er Sechster beim Madrid-Marathon, und 2009 jeweils Vierter bei der Maratona di Sant’Antonio und beim Košice-Marathon.
Beim Hannover-Marathon 2010 stellte er mit 2:08:55 h einen Streckenrekord auf und verbesserte seinen persönlichen Rekord dabei um fast zwei Minuten. Im selben Jahr siegte er beim Taipei International Marathon. 2011 gewann er den Daegu-Marathon in der Streckenrekordzeit von 2:08:08 h.

## Persönliche Bestzeiten
- 10.000 m: 28:21,12 min, 22. Juni 2002, Nairobi
- 10-km-Straßenlauf: 28:04 min, 6. Januar 2004, Punta del Este
- Halbmarathon: 1:00:53 h, 23. März 2002, Den Haag
- Marathon: 2:08:08 h, 10. April 2011, Daegu